# 沙夫茨伯里大街

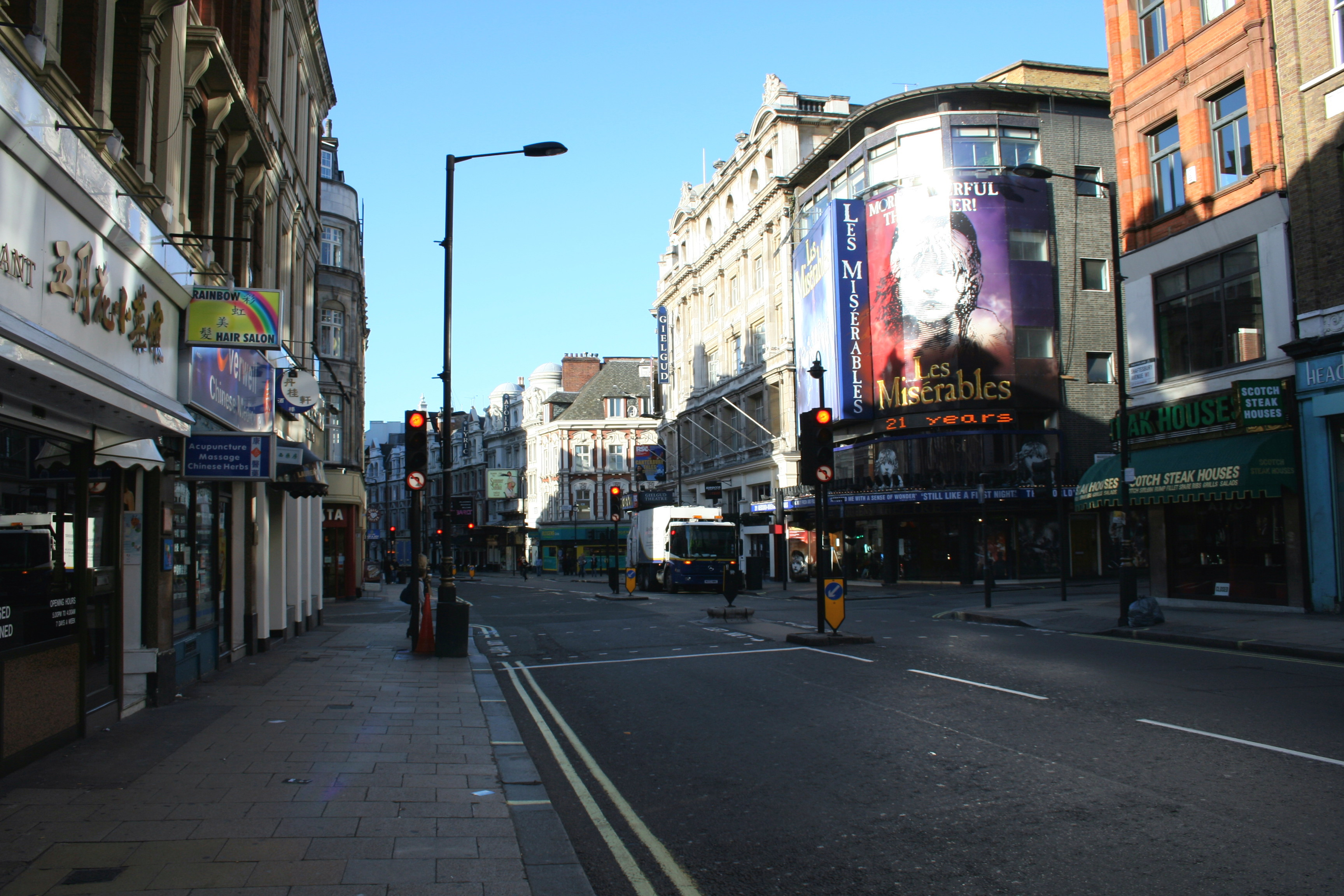
沙夫茨伯里大街

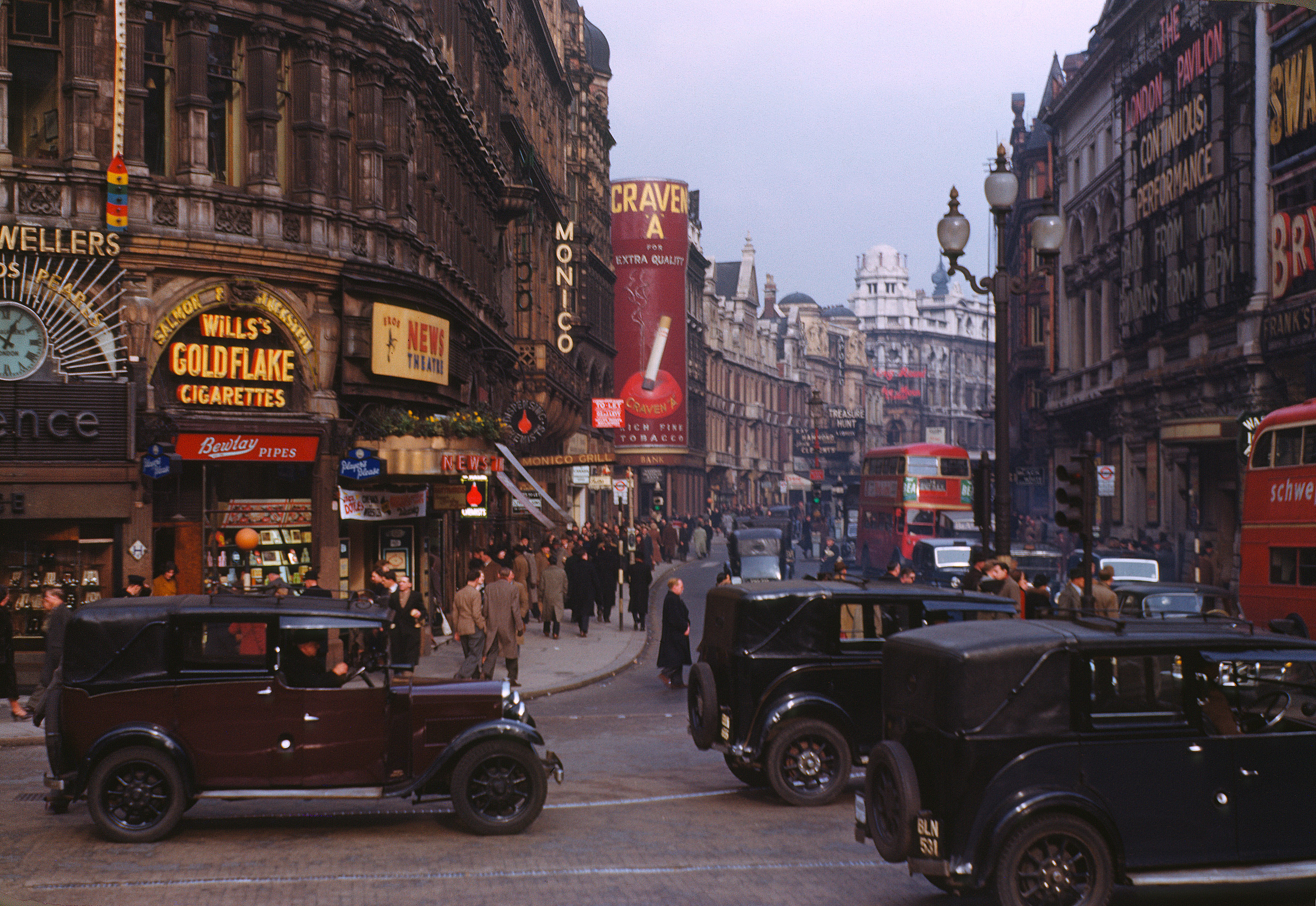
沙夫茨伯里大街与皮卡迪利圆环，1949年

沙夫茨伯里大街（Shaftesbury Avenue）是伦敦西区的一条重要街道，得名于第7任沙夫茨伯里伯爵安东尼·阿什利·库珀，南北走向，始于皮卡迪利圆环，止于新牛津街，在剑桥圆环穿过查令十字路。从皮卡迪利圆环到剑桥圆环属于西敏市，从剑桥圆环到新牛津街属于卡姆登区。
沙夫茨伯里大街开辟于1877年至1886年，建筑师乔治Vulliamy，工程师约瑟夫·巴泽尔杰特爵士。这条街通过拥挤的圣吉尔斯和苏活区，开辟了一条南北交通大动脉。这也是清除贫民窟的一项措施，使贫困工人离开市中心。沙夫茨伯里大被普遍认为是伦敦西区剧院区的心脏，拥有利里克剧院、阿波罗剧院、吉尔古德剧院和皇后剧院聚集在大街北侧，介于皮卡迪利圆环和查令十字路之间。在沙夫茨伯里大街和查令十字路路口，还有大型的皇宫剧院。最后，在路的东北端有另一家大型剧院，叫沙夫茨伯里剧院。 
萨维尔剧院曾经在沙夫茨伯里大街，但在1970年改为电影院，最初称为ABC1和ABC2，自2001年称为奥迪安考文特花园（Odeon Covent Garden）。寇松电影院则位于大街中段。 
沙夫茨伯里大街也是伦敦唐人街的开始。中国企业的数量一直在增加。在2007年8月，仅在底层，就有2个中医诊所，5个中国餐馆，3家中国超市，3家中国旅行社，2个中国移动手机店，1个中国饼店，2个中国美发沙龙，1个中国鱼贩，1个中国报刊经销，1个中国兑换店和3家中国银行。
到了晚上，街头艺术家聚集在大街的皮卡迪利一端，ICE - 国际货币兑换和拉斐尔银行总部门外的行人道，为游客画像。